# Andrew Hochstrasser
Andrew Hochstrasser (5 de junio de 1986) es un luchador estadounidense de lucha libre. Ganó dos medallas de oro en Campeonatos Panamericanos, de 2014 y 2015. Representó a su país en la Copa del Mundo de 2014, clasificándose en la 3.ª posición.  